# سنگر سفلی
سنگر سفلی، روستایی از توابع بخش مرکزی شهرستان ممسنی در استان فارس ایران است.

## جمعیت
این روستا در دهستان بکش یک قرار دارد و براساس سرشماری مرکز آمار ایران در سال ۱۳۸۵، جمعیت آن ۲۵۳ نفر (۵۱خانوار) بوده‌است.